# レベッカ・チェンバース
| 『バイオハザード』                             | （以降、『1』）         |
| 『バイオハザード0』                            | （以降、『0』）         |
| 『バイオハザード5 オルタナティブエディション』 | （以降、『5AE』）       |
| 『バイオハザード アンブレラ・クロニクルズ』    | （以降、『UC』）        |
| 『バイオハザード ザ・マーセナリーズ 3D』       | （以降、『TM3D』）      |
| 『バイオハザード ザ・ステージ』                | （以降、『THE STAGE』） |
| 『バイオハザード: ヴェンデッタ』               | （以降、『VD』）        |
| 『バイオハザード デスアイランド』              | （以降、『DI』）        |

レベッカ・チェンバース (Rebecca Chambers) は、カプコンのゲーム『バイオハザードシリーズ』に登場する架空の人物。

## 公式プロフィール
- 年齢：18歳（1998年当時）→30歳（2010年当時）→34歳（2014年）
- 血液型：AB型
- 身長：161cm
- 体重：42.1kg

## キャラクター
ラクーンシティ警察署 (R.P.D.) の特殊部隊「S.T.A.R.S.」ブラヴォーチームに所属する隊員で、ポジションはリア・セキュリティ (RS) 。18歳で大学の学士課程を優秀な成績で卒業した才女であり、化学や薬品の精製・調合のエキスパートという才能と知識を買われてS.T.A.R.S.にスカウトされた経歴を持つうえ、アルバート・ウェスカーからも期待の新人として一目置かれていた。
趣味は不明だが、『2』のファイルではバスケットボールのユニフォームを着て、ボールを持った姿が描かれており、スポーツウーマンの一面を持つことがうかがえる。
無邪気で精神的に脆い部分があるものの、多少のことでは動じないマイペースさと天性のサバイバル能力を持ち合わせている。また真面目な性格だが、無実の罪を着せられたビリーを庇うために偽の死亡報告書を書くなど、本来は不正でも、正しいと信じて行動する決断力を持ち合わせている。
『1』のオリジナル版ではバンダナをしていた。没になった『0』のプロトタイプ版では当初はベレー帽で後にビリー・コーエンからバンダナを貰うという予定だった。また、『1』のオリジナル版や『0』のプロトタイプ版のコスチュームは、『0 HDリマスター』の追加コスチュームとして登場している。
『1』では演技やキャラクターモデルのリアクションがオーバーであったが、『0』において別件の事件に遭遇していたという設定を考慮し落ち着いた物腰になっている。

## 作中での活躍
バイオハザード0
『0』では、同じくブラヴォーチームの同僚であるリチャード・エイケンによる指導のもと、新米ながらラクーンフォレストで起きた猟奇事件の捜査に配属後初任務として赴いていた。その後、単独行動中に黄道特急の列車内でゾンビに襲われるが、そこで出会ったビリーと成り行きから協力することになる。当初は資料の内容からビリーのことを凶悪な殺人犯と嫌悪していたが、彼の誠実さに触れるうちに信頼を寄せていき、やがて事件の黒幕であるジェームス・マーカスをビリーと協力して倒した後、彼を逮捕せずに仲間が待つ洋館へ向かった。また、ビリーと別れる時には彼のドッグタグを譲り受け、首に着けている。
バイオハザード
洋館へ辿り着いた後はリチャードと合流し、共に仲間の捜索を開始する。しかし、大蛇ヨーンによってリチャードが負傷して身動きが取れなくなったところを、クリス・レッドフィールドに救助された。その後、リチャードも含めたチームメンバー全員が死亡したため、チーム唯一の生還者となった。洋館事件後は黄道特急事件でビリーに宣言していた通り、彼の死亡報告書を偽造して提出している。
バイオハザード5
『5』では、ストーリーにはまったく絡まないが、『5AE』に収録の「THE MERCENARIES REUNION」でプレイヤーキャラクターとしてバリー・バートンと共に参戦している。
その後
洋館事件後の足取りは長らく不明となっていたが、『5』と『6』の間のストーリーである舞台作品『THE STAGE』では、事件後にラクーンシティを離れ、西オーストラリア州に位置するフィロソフィー大学の教授とBSAAのアドバイザーを兼任していることが判明した。西暦2010年8月、フィロソフィー大学でバイオテロに巻き込まれ、BSAAの隊員として事態の鎮圧に現れたクリスやピアーズ・二ヴァンスと共に、バイオテロに立ち向かう。
『6』と『7』の間のストーリーである、フルCGアニメ映画『バイオハザード: ヴェンデッタ』には、前述の大学教授としてバイオテロの危険に晒されながらも、クリスやレオン・S・ケネディに協力している。

## 使用する主な武器
- サムライエッジ（『0』） - S.T.A.R.S.制式拳銃。クリスたちのカスタムモデルとは異なり、ベースのベレッタ92やビリーの9mmガバメントとの大差は無い。
- モスバーグM500（『0』） - ポンプアクション方式の散弾銃、猟銃入手後に登場する。レベッカが使用すると反動で後退する。
- RDI ストライカー12（『5AE』） - ゲスト出演した「THE MERCENARIES REUNION」で使用、J.ブレイカーの名称で登場。腰だめでの射撃になるが過去作のような反動による後退は無い。
- アーウェン37（『0』） - グレネードランチャーの名称で登場。『UC』でもグレネードランチャーATの名称で登場している。
- L.A.Rグリズリー（『0』） - .45口径超大型自動拳銃でマグナムの名称で登場、ショットガン同様反動で後退する。『UC』でもマグナムATの名称で登場している。
- S&W M29（『0』） - アンブレラカスタムモデルの超大型リボルバー。反動で後退するが全武器中単発での威力が高い。
- H&K MP5（『5AE』） - ゲスト出演した「THE MERCENARIES REUNION」で使用、『UC』でも「サブマシンガンHP」の名称で登場している。
- スティンガーミサイル（『0』『UE』） - 「ロケットランチャー」の名称で登場している。
- 火炎ビン（『0』）

## その他の登場作品
- SNK VS. CAPCOM 激突カードファイターズ シリーズ（カードゲーム 「トレーディングカードゲーム」版も含む）
  - 1作目と2作目に登場。2作品ではアクションカード「えんごしゃげき」でクリスと一緒に登場している。
- TEPPEN
  - カプコンの各キャラクターが異世界で戦うという設定で、プレイカード上のキャラクターとして登場[6]。
- Dead by Daylight
  - チャプター『バイオハザード：プロジェクト W』にて、ウェスカー、エイダと共に実装された。

## レベッカ・チェンバースを演じた人物

### 声優
リヴァ・ディ・パオラ
- 『バイオハザード0』

リン・ハリス
- 『バイオハザード』オリジナル版

ホープ・レヴィー
- 『バイオハザード』リメイク版

ステファニー・シェー
- 『バイオハザード5 オルタナティブ エディション』
- 『バイオハザード アンブレラ・クロニクルズ』

小清水亜美
- 『バイオハザード』HDリマスター版
- 『バイオハザード0』HDリマスター版
- 『バイオハザード: ヴェンデッタ』
- 『バイオハザード デスアイランド』

エリン・カーヒル
- 『バイオハザード: ヴェンデッタ』
- 『バイオハザード デスアイランド』

### 女優
リンダ （リンダ・ロドリゲス）
- 『バイオハザード』オリジナル版 実写ムービー

飛鳥凛
- 『BIOHAZARD THE STAGE』